# Star Trek: Enterprise temporada 1
La primera temporada de Star Trek: Enterprise (aleshores titulada simplement Enterprise), una sèrie de televisió estatunidenca, va començar a emetre's el 26 de setembre de 2001 a UPN. La temporada va concloure després de 26 episodis el 22 de maig de 2002. La sèrie va ser desenvolupada per Rick Berman i Brannon Braga, que també en van ser productors executius. Els membres habituals del repartiment de la primera temporada foren Scott Bakula, Jolene Blalock, Connor Trinneer, Dominic Keating, Linda Park, Anthony Montgomery i John Billingsley.

## Resum de la trama
Les dues primeres temporades de Star Trek: Enterprise descriuen l'exploració humana de l'espai per part de la tripulació d'una nau terrestre capaç d'anar més lluny i més ràpid que qualsevol humà anteriorment, a causa de la ruptura de la barrera del motor de curvatura, anàlogament a com la Bell X-1 va trencar la barrera del so. En els noranta anys transcorreguts des de Star Trek: First Contact, els vulcanians han estat mentoritzant i guiant els humans, retenint rutinàriament el coneixement científic en un esforç per mantenir-los confinats a prop de casa, creient que són massa impulsius i dominats emocionalment per funcionar correctament en una comunitat interestel·lar. Quan Enterprise finalment parteix, els vulcanians, sovint representats per T'Pol, són visiblement a prop. Això genera cert conflicte, ja que, en diversos episodis inicials, Archer i altres sovint es queixen dels mètodes poc subtils dels vulcans per vigilar-los.
També s'exploren més a fons les primeres trobades i la cultura històrica de races familiars de la franquícia Star Trek, com ara els vulcanians, els klíngons, els andorians, els ferengi, els nausicaans, i els risans. La tripulació s'enfronta a situacions que són familiars per als fans de Star Trek, però que no estan afectades ni condicionades per l'experiència i les regles que s'han acumulat al llarg de centenars d'anys de la història i el cànon de Star Trek establerts en sèries anteriors de Star Trek. Star Trek: Enterprise s'esforça per mostrar els orígens d'alguns conceptes que s'han donat per fets en el cànon de Star Trek, com ara el desenvolupament dels camps de força i alertes roges pel tinent Reed, i les preguntes del capità Archer i el subcomandant T'Pol sobre la interferència cultural que finalment es resolen amb la Primera Directiva de sèries posteriors.
Un recurs argumental recurrent és la Guerra Freda Temporal, en què una entitat misteriosa del segle XXVII utilitza els Cabal, un grup d'alienígenes genèticament millorats de l'espècie suliban, per manipular la línia de temps i canviar esdeveniments passats. De vegades sabotegen la missió de l' Enterprise i de vegades salven la nau de la destrucció, els motius de l'entitat són desconeguts. L'agent Daniels, un agent temporal del segle XXXI responsable de vigilar la línia temporal, visita ocasionalment Archer per ajudar-lo a lluitar contra els sulibans i desfer els danys causats per la Guerra Freda Temporal.

## Repartiment

### Repartiment principal
- Scott Bakula com a capità Jonathan Archer
- Jolene Blalock com a sotscomandant T'Pol
- Connor Trinneer com a comandant Charles "Trip" Tucker III
- Dominic Keating com a tinent Malcolm Reed
- Linda Park com a alferes Hoshi Sato
- Anthony Montgomery com a alferes Travis Mayweather
- John Billingsley com a Dr. Phlox

### Repartiment recurrent
- Vaughn Armstrong com a almirall Maxwell Forrest (6 episodis)
- Gary Graham com a ambaixador Soval (2 episodis)
- John Fleck com a Silik (3 episodis)
- Jeffrey Combs com a comandant Shran (2 episodis)
- Matt Winston com a agent temporal Daniels (2 episodis)

## Episodis
A la taula següent, els episodis es mostren per ordre d'emissió.
| 1 | 1  | «Broken Bow»              | 16 d'abril de 2151     | James L. Conway       | Rick Berman & Brannon Braga                                                 | 26 de setembre de 2001 | 40358-721 | 12.54 |
| 2 | 2  | «Broken Bow»              | 16 d'abril de 2151     | James L. Conway       | Rick Berman & Brannon Braga                                                 | 26 de setembre de 2001 | 40358-721 | 12.54 |
| L' Enterprise (NX-01) és llançada, i el capità Archer es troba enmig d'una Guerra Freda Temporal que involucra klíngons i sulibans. - Originalment es va mostrar com una pel·lícula pilot de dues hores, però en sindicació es mostra com dos episodis separats. |    |                           |                        |                       |                                                                             |                        |           |       |
| 3 | 3  | «Fight or Flight»         | 6 de maig de 2151      | Allan Kroeker         | Rick Berman & Brannon Braga                                                 | 3 d'octubre de 2001    | 40358-003 | 9.18  |
| L'alferes Sato s'enfronta a les seves pors en una nau alienígena la tripulació de la qual va ser assassinada, mentre que el tinent Reed intenta millorar el sistema de defensa de la nau.                                                                        |    |                           |                        |                       |                                                                             |                        |           |       |
| 4 | 4  | «Strange New World»       | Desconegut             | David Livingston      | S : Rick Berman & Brannon Braga T : Mike Sussman & Phyllis Strong           | 10 d'octubre de 2001   | 40358-004 | 7.81  |
| Una tempesta atrapa un equip visitant en una cova en un món alienígena i les espores de pol·len els provoquen psicosi. |    |                           |                        |                       |                                                                             |                        |           |       |
| 5 | 5  | «Unexpected»              | Desconegut             | Mike Vejar            | Rick Berman & Brannon Braga                                                 | 17 d'octubre de 2001   | 40358-005 | 8.16  |
| El comandant Tucker ajuda una tripulació alienígena a arreglar els seus motors, té una "trobada interespecífica" en una holocoberta i torna per trobar-se embarassat.                                                                                            |    |                           |                        |                       |                                                                             |                        |           |       |
| 6 | 6  | «Terra Nova»              | Desconegut             | LeVar Burton          | S : Rick Berman & Brannon Braga T : Antoinette Stella                       | 24 d'octubre de 2001   | 40358-006 | 8.35  |
| L' Enterprise és enviat per saber què va passar amb una colònia humana primitiva anomenada Terra Nova. |    |                           |                        |                       |                                                                             |                        |           |       |
| 7 | 7  | «The Andorian Incident»   | 19 de juny de 2151     | Roxann Dawson         | S : Rick Berman, Brannon Braga S/T : Fred Dekker                            | 31 d'octubre de 2001   | 40358-007 | 7.19  |
| El capità Archer, el comandant Tucker i el sotscomandant T'Pol són presos com a ostatges pels andorians en un monestir vulcanià anomenat P'Jem. |    |                           |                        |                       |                                                                             |                        |           |       |
| 8 | 8  | «Breaking the Ice»        | Desconegut             | Terry Windell         | Andre Jacquemetton & Maria Jacquemetton                                     | 7 de novembre de 2001  | 40358-008 | 7.36  |
| El tinent Reed i l'alferes Mayweather extreuen una substància química rara d'un cometa mentre el subcomandant T'Pol considera casar-se amb Koss. |    |                           |                        |                       |                                                                             |                        |           |       |
| 9 | 9  | «Civilization»            | 31 de juliol de 2151   | Mike Vejar            | Mike Sussman & Phyllis Strong                                               | 14 de novembre de 2001 | 40358-009 | 7.14  |
| El capità Archer i un equip fora de casa van d'incògnit a una civilització preindustrial per investigar una lectura inesperada d'un sensor. |    |                           |                        |                       |                                                                             |                        |           |       |
| 10 | 10 | «Fortunate Son»           | Desconegut             | LeVar Burton          | James Duff                                                                  | 21 de novembre de 2001 | 40358-010 | 6.11  |
| El vaixell de càrrega Fortunate és danyat per pirates nausicaans i l' Enterprise ofereix un cop de mà, només per descobrir que el capità interí té plans secrets.                                                                                                |    |                           |                        |                       |                                                                             |                        |           |       |
| 11 | 11 | «Cold Front»              | 12 de setembre de 2151 | Robert Duncan McNeill | Stephen Beck & Tim Finch                                                    | 28 de novembre de 2001 | 40358-011 | 7.33  |
| El capità Archer s'assabenta que el tripulant Daniels està ajudant encobertament a lluitar la Guerra Freda Temporal contra Silik i membres de la Càbala Suliban.                                                                                                 |    |                           |                        |                       |                                                                             |                        |           |       |
| 12 | 12 | «Silent Enemy»            | 1 de setembre de 2151  | Winrich Kolbe         | André Bormanis                                                              | 16 de gener de 2002    | 40358-012 | 6.11  |
| L'alferes Sato intenta esbrinar quin és el menjar preferit del tinent Reed, mentre que el capità Archer s'enfronta a un alienígena secret i agressiu primer contacte.                                                                                            |    |                           |                        |                       |                                                                             |                        |           |       |
| 13 | 13 | «Dear Doctor»             | Desconegut             | James A. Contner      | Andre Jacquemetton & Maria Jacquemetton                                     | 23 de gener de 2002    | 40358-013 | 5.65  |
| El doctor Phlox i el capità Archer han de decidir el destí de dues espècies que pateixen una pandèmia evolutiva. |    |                           |                        |                       |                                                                             |                        |           |       |
| 14 | 14 | «Sleeping Dogs»           | Desconegut             | Les Landau            | Fred Dekker                                                                 | 30 de gener de 2002    | 40358-014 | 6.50  |
| L'alferes Sato, el tinent Reed i el sotscomandant T'Pol intenten ajudar una nau klíngon que no respon a escapar de les pressions aclaparadores d'un gegant gasós.                                                                                                |    |                           |                        |                       |                                                                             |                        |           |       |
| 15 | 15 | «Shadows of P'Jem»        | Desconegut             | Mike Vejar            | S : Rick Berman & Brannon Braga T : Mike Sussman & Phyllis Strong           | 6 de febrer de 2002    | 40358-015 | 6.05  |
| La subcomandant T'Pol és cridada a Vulcà. Durant la seva última missió ella i el capità Archer són segrestats, cosa que provoca un altre enfrontament entre vulcanians i andorians.                                                                              |    |                           |                        |                       |                                                                             |                        |           |       |
| 16 | 16 | «Shuttlepod One»          | 9 de novembre de 2151  | David Livingston      | Rick Berman & Brannon Braga                                                 | 13 de febrer de 2002   | 40358-016 | 5.33  |
| Després de trobar restes de l'"Enterprise", el tinent Reed i el comandant Tucker queden atrapats en una càpsula de llançadora lluny de trobar ajuda. |    |                           |                        |                       |                                                                             |                        |           |       |
| 17 | 17 | «Fusion»                  | Desconegut             | Rob Hedden            | S : Rick Berman & Brannon Braga T : Phyllis Strong & Mike Sussman           | 27 de febrer de 2002   | 40358-017 | 4.49  |
| L' Enterprise es troba amb una tripulació de vulcanians emocionals; el subcomandant T'Pol experimenta una fusió mental vulcaniana il·lícita, amb resultats inquietants.                                                                                          |    |                           |                        |                       |                                                                             |                        |           |       |
| 18 | 18 | «Rogue Planet»            | Desconegut             | Allan Kroeker         | S : Rick Berman & Brannon Braga S/T : Chris Black                           | 20 de març de 2002     | 40358-018 | 4.69  |
| Mentre exploren un planeta desconegut, els membres de la tripulació de l' Enterprise es troben amb un grup d'extraterrestres que cacen criatures indígenes (Wraiths) per esport. Stephanie Niznik és l'estrella convidada com a extraterrestre fantasma.         |    |                           |                        |                       |                                                                             |                        |           |       |
| 19 | 19 | «Acquisition»             | Desconegut             | James Whitmore Jr.    | S : Rick Berman & Brannon Braga T : Maria Jacquemetton & Andre Jacquemetton | 27 de març de 2002     | 40358-019 | 5.45  |
| Un grup de ferengis segresta Enterprise, però el comandant Tucker, el capità Archer i el subcomandant T'Pol resisteixen els pirates per recuperar la seva nau.                                                                                                   |    |                           |                        |                       |                                                                             |                        |           |       |
| 20 | 20 | «Oasis»                   | Desconegut             | Jim Charleston        | S : Rick Berman & Brannon Braga S/T : Stephen Beck                          | 3 d'abril de 2002      | 40358-020 | 5.64  |
| El capità Archer i un equip fr gots troben una misteriosa tripulació aparentment viva en una nau que es va estavellar fa anys. René Auberjonois, de Deep Space Nine, apareix com a estrella convidada com a líder.                                               |    |                           |                        |                       |                                                                             |                        |           |       |
| 21 | 21 | «Detained»                | Desconegut             | David Livingston      | S : Rick Berman & Brannon Braga T : Phyllis Strong & Mike Sussman           | 24 d'abril de 2002     | 40358-021 | 4.88  |
| El capità Archer i l'alferes Mayweather es troben empresonats en un camp d'internament suliban dirigit pels tandarans. |    |                           |                        |                       |                                                                             |                        |           |       |
| 22 | 22 | «Vox Sola»                | Desconegut             | Roxann Dawson         | S : Rick Berman & Brannon Braga S/T : Fred Dekker                           | 1 de maig de 2002      | 40358-022 | 5.40  |
| Una estranya criatura alienígena simbiòtica puja a l' Enterprise i comença a segrestar membres de la tripulació. |    |                           |                        |                       |                                                                             |                        |           |       |
| 23 | 23 | «Fallen Hero»             | 9 de febrer de 2152    | Patrick Norris        | S : Rick Berman, Brannon Braga & Chris Black T : Alan Cross                 | 8 de maig de 2002      | 40358-023 | 5.34  |
| L' Enterprise es troba sota atac mentre transporta un controvertit ambaixador vulcanià. |    |                           |                        |                       |                                                                             |                        |           |       |
| 24 | 24 | «Desert Crossing»         | 12 de febrer de 2152   | David Straiton        | S : Rick Berman & Brannon Braga S/T : André Bormanis                        | 8 de maig de 2002      | 40358-024 | 4.68  |
| El comandant Tucker i el capità Archer són convidats a un planeta desèrtic per un home anomenat Zobral, només per descobrir que té motius ocults. |    |                           |                        |                       |                                                                             |                        |           |       |
| 25 | 25 | «Two Days and Two Nights» | 18 de febrer de 2152   | Michael Dorn          | S : Rick Berman & Brannon Braga T : Chris Black                             | 15 de maig de 2002     | 40358-025 | 5.26  |
| L' Enterprise finalment arriba per baixar a terra a Risa. Mentre són allà, la tripulació experimenta més del que més tard estan disposats a admetre. |    |                           |                        |                       |                                                                             |                        |           |       |
| 26 | 26 | «Shockwave, Part I»       | Desconegut             | Allan Kroeker         | Rick Berman & Brannon Braga                                                 | 22 de maig de 2002     | 40358-026 | 5.28  |
| L' Enterprise és cridada a la Terra després que la tripulació sigui culpada de la destrucció accidental d'un món colonial. De camí, és segrestada per Suliban i el capità Archer queda atrapat en el futur.                                                      |    |                           |                        |                       |                                                                             |                        |           |       |

## Emissió
| Temporada | Franja horària | Estrena de temporada   | Final de temporada | Temporada de televisió | Classificació | Espectadors (en milions) |
| --------- | -------------- | ---------------------- | ------------------ | ---------------------- | ------------- | ------------------------ |
| 1r        | Dimecres 20:00 | 26 de setembre de 2001 | 22 de maig de 2002 | 2001–2002              | #115          | 5.9                      |

## Recepció
DVDVerdict.com va descriure la primera temporada com a "greument defectuosa" i va assenyalar una "narració feble". IGN va atorgar a la primera temporada de la sèrie una puntuació de 6 sobre 10, afirmant que "per cada episodi sòlid com Dear Doctor ... hi ha un error terrible com Silent Enemy" i va atribuir la disminució de les xifres d'audiència de la sèrie als "inicis inestables". AJ Carson de tvdvdreviews va ser més positiu, descrivint la primera temporada com a "defectuosa, però encara es troba entre les millors sèries de ciència-ficció de la televisió". Tot i que Carson va assenyalar problemes com ara personatges secundaris "unidimensionals" i una estètica visual que contrastava amb el lloc de la sèrie en la cronologia de la franquícia, també es va assenyalar que "la sèrie té un aspecte fantàstic, el seu repartiment és immensament agradable i els seus guions són intel·ligents". CBR va classificar la temporada 1 de Enterprise com la 27a millor temporada de totes les temporades de Star Trek fins aleshores, classificant-la per sota de qualsevol de les altres tres temporades.
En la seva revisió del 2022, Keith DeCandido de Tor.com va donar a la temporada 1 una puntuació de 4 sobre 10. Diu que la premissa és bona en teoria, però a la pràctica el més interessant que fan és posar la humanitat al mig del conflicte vulcano-andorià, i descriu gran part de la temporada com a "poc interessant, poc emocionant i mundana". DeCandido critica la "pitjor música dels crèdits inicials de Trek" juxtaposada amb "els crèdits inicials visualment més emocionants de Trek".

### Premis
Dos episodis de la primera temporada d' "Enterprise" van guanyar i van ser nominats a diversos Premis Emmy. L'estrena de la sèrie "Broken Bow" va rebre un Emmy als "Millors efectes visuals especials per a una sèrie" i va ser nominada a dues categories més, "Millor edició de so per a una sèrie" i "Millor maquillatge per a una sèrie (pròtesi)". Un episodi posterior, "Two Days and Two Nights", va guanyar en la categoria "Perruqueria destacada per a una sèrie".

## Mitjans de comunicació
La primera temporada DVD es va publicar el 3 de maig de 2005, deu dies abans de l'emissió de l'episodi final de la sèrie. Aquest llançament va marcar un parell de primícies per als llançaments en DVD de la sèrie de televisió "Star Trek". Va ser el primer a incloure extenses escenes eliminades (tot i que s'havia inclòs material tallat de l'estrena de "Voyager" en un reportatge anterior), i va ser el primer a incloure un rodatge de preses eliminades o blooper.
| Star Trek: Enterprise – Season 1 | | | |
| Detalls | Detalls | Continguts especials | Continguts especials |
| - 25 episodis - Conjunt de 7 discs - Relació d'aspecte 1:85:1 - Subtítols: Anglès - Àudio: Anglès (Dolby Digital 5.1 i 2.0 Surround) | - 25 episodis - Conjunt de 7 discs - Relació d'aspecte 1:85:1 - Subtítols: Anglès - Àudio: Anglès (Dolby Digital 5.1 i 2.0 Surround) | DVD: - Creating Enterprise - O Captain! My Captain! Un perfil de Scott Bakula - Impressions del repartiment: Primera temporada - Dins de Suttlepod One - Viatge en el temps de Star Trek: Guerres fredes temporals i més enllà - Secrets de Enterprise - L'almirall Forrest ocupa un lloc central - Preses descartades de Enterprise - Comentari d'àudio: "Broken Bow" - Comentari de text: "Broken Bow", "The Andorian Incident" and "Vox Sola" - Escenes eliminades: "Broken Bow", "Fight or Flight", "Sleeping Dogs", "Shuttlepod One", "Oasis", "Fallen Hero", "Two Days and Two Nights" and "Shockwave, Part I" Blu-Ray: | DVD: - Creating Enterprise - O Captain! My Captain! Un perfil de Scott Bakula - Impressions del repartiment: Primera temporada - Dins de Suttlepod One - Viatge en el temps de Star Trek: Guerres fredes temporals i més enllà - Secrets de Enterprise - L'almirall Forrest ocupa un lloc central - Preses descartades de Enterprise - Comentari d'àudio: "Broken Bow" - Comentari de text: "Broken Bow", "The Andorian Incident" and "Vox Sola" - Escenes eliminades: "Broken Bow", "Fight or Flight", "Sleeping Dogs", "Shuttlepod One", "Oasis", "Fallen Hero", "Two Days and Two Nights" and "Shockwave, Part I" Blu-Ray: |
| Dates de Llançament | | | |
| DVD | DVD | Blu-ray | Blu-ray |
| Regió 1 | Regió 2 | Estats Units (sense regió) | Regne Unit (sense regió) |
| 3 de maig de 2005 | ? | ? | ? |